# Хампстед (Доминика)
Хампстед (англ. Hampstead) — деревня в северо-восточной Доминике, в приходе Сент-Эндрю. В 2001 году, население деревни составляло 495 человек.

## История
У карибов территория вокруг Хампстеда была известна как Батибу (кариб. Batibou). Название «Хампстед» пришло от имения, которое было продано британцами, и было названо первыми владельцами в честь района Хампстед в Лондоне.
Когда Доминика была британской колонией, на берегах реки Хампстед находилась фабрика сахара, которую приводила в действие вода. На сегодняшний день, водяное колесо на реке осталось одним из оставшихся примеров технологий XVIII века. Чуть позже, поместье стало производить какао и лайм, а к XX веку поменяло производство на кокосы и копру.
Поместьем Хампстед владела семья Макинтайр, но в 1930-х годах у них начались финансовые трудности. Поместьем после этого занялось правительство, а в 1946 году его купил Р. Б. Дуглас. Его потомки до сих пор владеют его имением.
В 2006 году, режиссёр Гор Вербински использовал Хампстед как локацию для съемки сцен борьбы на мечах в фильме Пираты Карибского моря: Сундук мертвеца.
С тех пор, в Хампстед стало приезжать много туристов; пляж Батибу стал привлекать многих людей.

## География
Ландшафт вокруг Хампстеда главным образом холмистый, но на востоке деревни он более плоский. Деревня расположена на высоте в 1 м. Высочайшая точка поблизости имеет высоту в 267 м, и расположена в 1,6 км к югу от Хампстеда.
Ближайшее крупное поселение — Уэсли, в 8 км к юго-востоку от Хампстеда.

### Климат
Согласно классификации климатов Кёппена, в Хампстеде — муссонный климат (Am).
Среднегодовая температура — 26 °C. Самый влажный месяц — октябрь (257 мм), а самый засушливый — февраль (76 мм).
Среднегодовое количество осадков — 1818 мм. Самый тёплый месяц — август (27,2 °C), а самый холодный — февраль (24,6 °C).
| Показатель                    | Янв. | Фев. | Март | Апр. | Май  | Июнь | Июль | Авг. | Сен. | Окт. | Нояб. | Дек. |
| ----------------------------- | ---- | ---- | ---- | ---- | ---- | ---- | ---- | ---- | ---- | ---- | ----- | ---- |
| Средний суточный максимум, °C | 28,4 | 28,5 | 29   | 29,7 | 30,3 | 30,5 | 30,5 | 30,8 | 30,8 | 30,1 | 29,8  | 28,9 |
| Средняя температура, °C       | 24,7 | 24,6 | 24,9 | 25,7 | 26,6 | 27   | 27   | 27,2 | 27   | 26,5 | 26    | 25,1 |
| Средний суточный минимум, °C  | 21   | 20,7 | 20,9 | 21,7 | 22,9 | 23,6 | 23,6 | 23,6 | 23,3 | 22,9 | 22,3  | 21,4 |
| Норма осадков, мм             | 106  | 76   | 88   | 83   | 106  | 136  | 143  | 199  | 226  | 257  | 230   | 168  |
| Источник: Climate-Data.org    |      |      |      |      |      |      |      |      |      |      |       |      |